# Francisco Sosa Wagner
Francisco Sosa Wagner (Alhucemas, protectorado español de Marruecos, 10 de junio de 1946) es un político, jurista, catedrático y escritor español, diputado en el Parlamento Europeo por UPyD entre 2009 y 2014.

## Biografía
Pasó su infancia en Melilla, donde su padre era médico civil. Su abuelo materno era alemán, de ahí su apellido. A los once años, tras la independencia de Marruecos su familia se trasladó a la península, estableciéndose en Valencia. Licenciado y doctor en Derecho por la Universidad de Valencia, amplió sus estudios en Tubinga con una beca del Gobierno alemán y Roma con una beca del CSIC. Inició su carrera académica como ayudante del profesor Eduardo García de Enterría en Madrid y del profesor Ramón Martín Mateo en Bilbao. En 1976 se le nombró agregado de la Universidad de Oviedo. Fue secretario general de dicha universidad, siendo Teodoro López-Cuesta rector de la misma. Durante la Transición militó en el Partido Socialista Popular.
Fue miembro de la Comisión de Expertos que presidió Eduardo García de Enterría y que diseñó el modelo autonómico español, y secretario general técnico del Ministerio para las Administraciones Públicas entre diciembre de 1982 y enero de 1987. Asimismo, participó en la redacción, a propuesta del PSOE, del Estatuto de Autonomía de Asturias y fue vicepresidente de la Comisión de Transferencias a la comunidad autónoma de Asturias.
Desde la década de los ochenta, es catedrático de Derecho Administrativo en la Universidad de León, donde formó parte del tribunal que enjuició la tesis de licenciatura realizada por José Luis Rodríguez Zapatero sobre la autonomía de Castilla y León y que fue calificada con sobresaliente. Como maestro de reconocidos juristas, debe destacarse que dirigió, entre otras, las tesis doctorales de Leopoldo Tolivar Alas, Tomás Quintana López, Santiago González-Varas Ibáñez y Mercedes Fuertes López, todos ellos catedráticos de Derecho Administrativo.
Tras su desvinculación de la actividad política, en 2007 colaboró en actos de la asociación Ciutadans de Catalunya, adhiriéndose en 2008 al Manifiesto por una lengua común. El 2 de septiembre de ese año Unión Progreso y Democracia (UPyD) anunció que sería su cabeza de lista en las elecciones al Parlamento Europeo de 2009, en las cuales fue elegido eurodiputado por el único escaño obtenido por dicho partido en la eurocámara (la lista de Unión Progreso y Democracia obtuvo 451.866 votos, 2,87%). En esa legislatura no se integró en ningún grupo parlamentario, quedando como diputado no adscrito. Forma parte de la Comisión de Industria, Investigación y Energía y es suplente de la de Desarrollo dentro del Parlamento Europeo. Se presentó de nuevo como cabeza de lista, pero renunció a su escaño en octubre de 2014. El 30 de octubre de 2008 fue elegido miembro de la Academia Internacional de Derecho Comparado, organización fundada en 1924 en La Haya cuyo objetivo es potenciar la colaboración en la ampliación de los conocimientos científicos con el fin enriquecer los ordenamientos jurídicos nacionales con el conocimiento de los de otros estados.
Durante la campaña electoral de UPyD para las elecciones al Parlamento Europeo de 2014, Francisco Sosa Wagner aseguró estar en contra de una coalición entre UPyD y Ciudadanos argumentando que "no ha habido una buena experiencia de un acuerdo entre un partido nacional y otro regional en España, tal y como lo demuestran el PSC y el PSOE". Sosa Wagner esgrimió también que esta coalición "sólo podría aportar más votos a costa de perder claridad en el mensaje hacia los ciudadanos porque UPyD y Ciudadanos no coinciden especialmente en sus ideas políticas". Sin embargo, Francisco Sosa Wagner respaldó sin ambages una coalición con Ciudadanos en contra de su anterior criterio a través del artículo de opinión Después de las europeas, publicado en agosto de 2014 en el diario El Mundo.
Era miembro de la comisión de expertos de Ciudadanos.

## Obra
Sus docenas de publicaciones atienden aspectos jurídicos, históricos, narrativos y de ensayo.
Como jurista son muy conocidas sus monografías: Manual de Derecho local, La gestión de los servicios públicos locales (en 2008 apareció la 7.ª edición), "El contrato de suministro", "La expropiación forzosa", etc.  Asimismo autor de un centenar de trabajos sobre esta misma materia publicados en Revistas especializadas españolas y extranjeras.
En el campo de la historia ha publicado "La construcción del Estado y del Derecho administrativo" y las biografías de José Posada Herrera, Posada Herrera, actor y testigo del siglo XIX y la de Pío IX Pío IX, el último soberano.
En 2002 y 2004 aparecieron los dos tomos de su ambiciosa obra Maestros alemanes del derecho público, un recorrido por el derecho público alemán de los siglos XIX y XX y, en esta misma línea se inscribe el libro Carl Schmitt y Ernst Forsthoff: coincidencias y confidencias (2008). En 2013 ha salido lo que podríamos llamar el tercer tomo Juristas y enseñanzas alemanas I: 1945-1975. Con lecciones para la España actual.
Como ensayista resultan relevantes sus obras El mito de la autonomía universitaria, su estudio preliminar a la traducción La trampa del consenso de Thomas Darnstädt, con su hijo Igor Sosa Mayor El Estado fragmentado. Modelo austro-húngaro y brote de naciones en España (2006), los Juristas en la Segunda República. 1. Los iuspublicistas (2009), donde aborda el pasado español comprendido entre el comienzo del siglo XX y los años cincuenta con la atención puesta en varios juristas de quienes deja testimonio; y con Mercedes Fuertes, Conversaciones sobre la Justicia, el Derecho y la Universidad (2009) El Estado sin territorio. Cuatro relatos de la España autonómica (2011), Bancarrota del Estado y Europa como contexto (2011) Cartas a un euroescéptico (2013).
Sus últimos libros se titulan: "La independencia del juez ¿una fábula?. Un relato escrito para personas curiosas y legas" (2016), "Novela ácida universitaria" (2018), "Gracia y desgracia del Sacro Imperio Romano Germánico. Montgelas: el liberalismo incimiente" (2020), "Abdicación por amor. Una novela real" (2021).
Como novelista ha sido galardonado con el Premio Miguel Delibes en 1992 por su novela Es indiferente llamarse Ernesto y con el Premio de Café Bretón en 1993 por Escenas históricas pero verdaderas. Otra novela, Hígado de oca a las uvas es una demoledora sátira sobre la especulación inmobiliaria.
Ha publicado también unas enriquecidas Memorias de su paso por el Parlamento Europeo: Memorias europeas. Mi traición a UPyD, en las que desgrana su visión de la política europea.
También colabora habitualmente en el diario El Mundo y en La Nueva España, y es autor de casi un millar de artículos de carácter costumbrista y literario publicados bajo el título genérico de Soserías en diversos periódicos, algunos recogidos en el libro Los juristas, las óperas y otras soserías. Además, en el libro Guindas en aguardiente cultiva un género literario cercano a las greguerías.

## Actuaciones en el Parlamento Europeo
En sus discurso ante los Plenos de la Cámara defiende una Europa federal con instituciones comunes fuertes. En sus preguntas a la Comisión se ha ocupado de la protección ambiental, de salud pública, de problemas de carácter financiero o económico, de protección a los consumidores, etc. Es el autor de Informes sobre la gobernanza de Internet en el mundo; así como otro sobre las prioridades de las infraestructuras energéticas.
Ha participado en más de cuatro mil votaciones nominales en el Pleno del Parlamento europeo. Muchas han tenido relevancia y alguna cierta difusión periodística, por ejemplo el 6 de abril de 2011 votó en contra de una propuesta de ahorro según la cual los eurodiputados volarían en clase turista en los vuelos de duración inferior a cuatro horas. Posteriormente cambió el sentido de su voto a la abstención según razones que expuso en los medios de comunicación. También ha propuesto como medida de ahorro que el Parlamento europeo mantenga una única sede, en Estrasburgo, y no tres como ahora. En todas las votaciones relacionadas con la aprobación de los presupuestos o la gestión presupuestaria ha votado a favor del ahorro de gastos de viaje, el control de los gastos y la transparencia de toda la información Francisco Sosa Wagner formó parte del grupo de eurodiputados signatarios del manifiesto lanzado por el Grupo Spinelli que aboga por una Europa federal. Asimismo, ha participado en un vídeo en defensa de los derechos de la comunidad LGBTI en la Unión.
El 15 de octubre de 2014 la dirección de UPyD anuncia el cese de Sosa Wagner como portavoz del partido en el Parlamento Europeo.  El día siguiente, Sosa Wagner abandona tanto UPyD como su escaño en el Parlamento, citando su deseo de recuperar libertad y labores como catedrático universitario. Carlos Martínez Gorriarán, diputado de UPyD, alegó que los motivos para la retirada de la portavocía eran su incumplimiento de compromisos, con los ciudadanos y con su partido. Francisco Sosa escribe el libro Memorias europeas. Mi traición a UPyD sobre las razones por las que dejó UPyD.
Sosa Wagner escibió: "A Maite y a Beatriz las llamo, también de forma donairosa y más por abreviar que por señalar «las alfombras magentas»".  Le respondieron con un fisking.
| Predecesor: Ninguno | Portavoz de Unión Progreso y Democracia en el Parlamento Europeo 2009-2014 | Sucesor: Maite Pagazaurtundúa |

## Elecciones al Parlamento Europeo de 2024 (España)
- ¡Basta Ya!, Plataforma Pro y Nexo (plataforma)/Cree (Partido Político) y exmiembros a título personal de Unión Progreso y Democracia, Ciutadans de Catalunya/Ciudadanos (España) y Contigo Somos Democracia se fusionan en La Tercera España como impulsores están Fernando Savater, Francisco Igea, Francisco Sosa Wagner, Edmundo Bal o Cristiano Brown y otros 41 miembros en su manifiesto.[34] [35]